# Масааки Судзуки
Вижте пояснителната страница за други личности с името Сузуки.
Масааки Судзуки (на английски: Masa'aki Suzuki; на японски: 鈴木 雅明) e японски диригент, органист и чембалист.
На 12-годишна възраст започва да свири на орган при неделните църковни служби. След като завършва Токийския национален университет за изящни изкуства и музика по специалност „Композиция“ и „Орган“, пише докторат на тема „Чембало и орган“ в Консерваторията в Амстердам (Sweelinck-Konservatorium) при Тон Коопман.
След като получава диплома в Амстердам и за двата инструмента, получава втора награда на Конкурса за чембало (Basso continuo) през 1980 г. и е трети на конкурса за изпълнители на орган на Фестивала във Фландрия в Брюге през 1982 г.
Масааки Судзуки притежава извънредна чувствителност не само като органист или чембалист, но и като диригент. От 1990 г. той е художествен ръководител на „Бах Колегиум — Япония“, известен най-вече с изпълненията на кантатите на Бах.
Той е професор по орган и чембало в Националния университет по изкуство и музика в Токио.